# Tautograma
El tautograma es un poema o verso formado por palabras que empiezan por la misma letra. El tautograma es propio de la Edad Moderna, pues ya Ennio presentó su famoso tautograma en un hexámetro:

O Tite, tute, Tate, tibi tanta tyranne tulisti.

También en la Edad Media algunos autores dedicaron sus ocios a estos juegos de ingenio . Así, a fines del siglo IX y principios del X Ubaldo de Saint-Amand (monje cuyos escritos en materia musical le han dado justa fama) compuso un poema de 136 versos cuyas palabras empiezan todas por la letra c. Es un poema titulado De laude calvorum (Elogios de los calvos) y dedicado al rey Carlos el Calvo; se imprimió en Basilea (1516-1519 y 1547) y su primer verso dice así:

Carmina clarisonae calvis cantate, Camoenae.

Pero la obra maestra del tautograma data del siglo XVI y se debe al profesor de teología de Lovaina, Leo Placentius. Es el poema titulado Pugna porcorium (El combate de los cerdos), per Placentium porcium poetam, en el que todas las palabras empiezan por p.
Un conocido ejemplo de tautograma en español es el soneto de Francisco de Quevedo que comienza:

Antes alegre andaba, agora apenas

alcanzó alivio, ardiendo aprisionado;

armas a Antandra aumento acobardado; 

aire abrazo, agua aprieto, aplico arenas.

Más recientemente, el poeta Eduardo Chirinos ensaya en Abecedario del agua. Valencia: Pre-Textos, 2000, uno con cada letra del abecedario. 

A de ala avión algodón. Triste A la primera de la fila. Álvarez Andrea Alberto. Aves águila avestruz avutarda. Árboles alerce alcornoque. Arabia alféizar albaite azúcar. Asiria Abisinia. Amor al alba los amantes se alegran y abrazan.

E de Europa electricidad Eduardo. También Estonia emoción Etiopía. Edificio Ecuador enchufe. Estrellas. La más elevada Everest la más elusiva Elena la más elocuente Esfinge. Esdrás Eritrea ebonita. En Eleusis encantadoras esclavas empañan espejos para enardecer estatuas.
T de tetera. Taladro tenedor Tarcisio. T de tinaja y tatuaje. Teresa Tapia toma tazas de té en Tailandia. Tomás tiene tercianas. Truco tirabuzón tijeras. Telegrama.

X de xero Xantipa xifoides. Solitaria x incógnita x pornográfica xxx. Ximena Ximénez es xenógrafa. Xarifa y Xavier compran xabones. En Xerez murió Xisuthros. Xalma xalón xaloque. Xeroftalmia xilófono Xenófanes.